# نظير حسين
نظير حسين هو منتج أفلام وكاتب سيناريو ومخرج وممثل هندي (وحمل سابقاً جنسية الراج البريطاني)، ولد في 15 مايو 1922 في الهند، وتوفي بنفس المكان في 16 أكتوبر 1987. من الجوائز التي نالها جوائز فيلم فير.

## جوائز
- جوائز فيلم فير

## وصلات خارجية
- نظير حسين على موقع IMDb (الإنجليزية)
- نظير حسين على موقع قاعدة بيانات الفيلم (الإنجليزية)
- نظير حسين على موقع كينوبويسك (الروسية)